# Aeroportul Buon Ma Thuot
Aeroportul Buon Ma Thuot (IATA: BMV, ICAO: VVBM) este un aeroport din Buôn Ma Thuột⁠(d), Đắk Lắk⁠(d), Vietnam ce deservește zona Buôn Ma Thuột⁠(d). Aeroportul a fost tranzitat în 2016 de 1.220.000 de pasageri. A fost deschis în 1975.
Situat la o altitudine de 527 m, aeroportul dispune de 1 pistă.

## Infrastructură

### Piste
Aeroportul dispune de o singură pistă. Pista 09/27 are suprafața de asfalt și dimensiunile 3.000 m × 45 m. 